# Sophie Dee
Sophie Dee, pseudonimo di Kirsty Hill (Llanelli, 17 gennaio 1984), è un'attrice pornografica britannica.

## Biografia
Sophie Dee, pseudonimo di Kirsty Hill, è nata a Llanelli, cittadina gallese, il 17 gennaio 1984 ed è la sorellastra delle attrici pornografiche Linsey Dawn McKenzie e Alyson McKenzie.
Prima di entrare nell'industria ha lavorato come spogliarellista e ha posato come modella in topless per i giornali del Regno Unito. Il suo nome d'arte deriva dalla circostanza che la gente spesso le diceva che assomigliava alla modella Sophie Dahl. Nel 2005, dopo essersi trasferita in California, entra nell'industria a 21 anni. Nella sua carriera ha girato oltre 700 scene, collaborando con le case di produzioni più importanti quali Brazzers, Evil Angel, Naughty America e Elegant Angel ed è nota per le dimensioni del suo seno, oltre ad avere tatuati dei piccoli fiori vicino al pube.
Ha ricevuto, inoltre, un premio XBIZ e oltre 10 nomination agli AVN Award. Nel 2014 ha annunciato il suo primo ritiro dal mondo del porno.
Nel 2019, dopo una pausa di quasi cinque anni dall'industria pornografica, ha ripreso la sua attività per la casa di produzione Vixen. 

## Riconoscimenti
- 2008 Urban Spice Awards nominee – Best Interracial Star[6]
- 2009 AVN Award nominee – Best All-Girl Group Sex Scene – Squirt Gangbang 3[senza fonte]
- 2009 AVN Award nominee – Unsung Starlet Of The Year[senza fonte]
- 2009 AVN Award nominee – Web Starlet Of The Year – ClubSophieDee.com[senza fonte]
- 2010 AVN Award nominee – Best All-Girl Three-Way Sex Scene – Storm Squirters 6[7]
- 2010 AVN Award nominee – Web Starlet of the Year[7]
- 2010 XBIZ Award Nominee – Porn Star Website of the Year[8]
- 2011 AVN Award nominee – Best Porn Star Website – ClubSophieDee.com[9]
- 2011 AVN Award nominee – Unsung Starlet of the Year[9]
- 2011 Urban X Award winner – Interracial Star of the year[10]
- 2011 Urban X Award winner – Best Three-Way Sex Scene[10]
- 2013 XBIZ Award Nominee – Best Scene-Gonzo/Non-Feature Release for Pool Party at Seymour's 3[11]
- 2021 XBIZ Award Premium Social Media Star Of The Year[12]
- 2025 - Hall of Fame - Video Branch[13]

## Filmografia

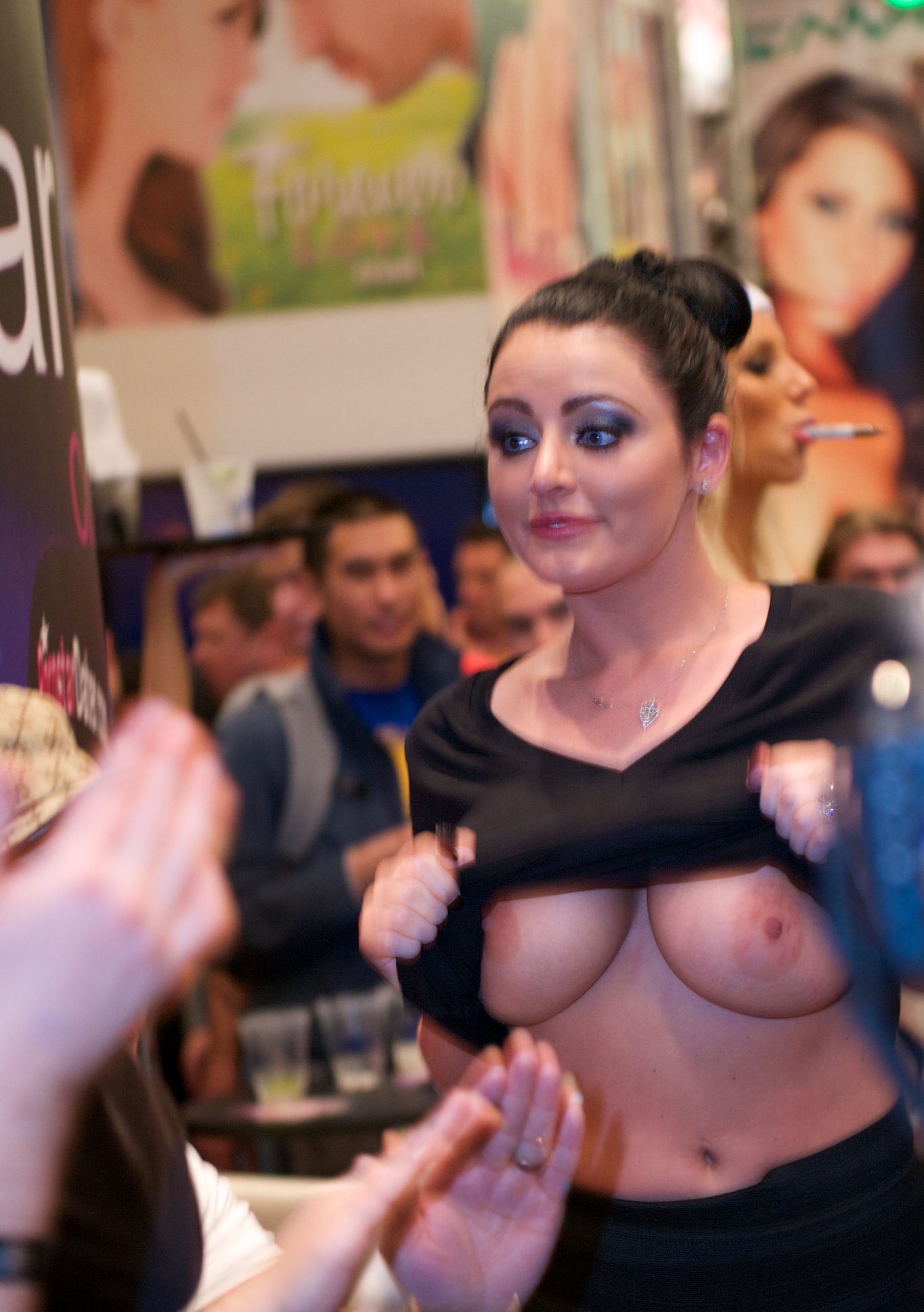
Sophie Dee

### Attrice
- Babes in Black (2005)
- Big Booty White Girls 2 (2005)
- Big White Wet Butts 2 (2005)
- Black Balled 7 (2005)
- Black Bros and White Ho's 2 (2005)
- Black Bros Bangin White Ho's 2 (2005)
- Black Bros Bangin White Ho's 3 (2005)
- Blacks, Blondes And One Asian (2005)
- Bomb Ass White Booty 2 (2005)
- Brotha Fuckers (2005)
- Dirty Birds (2005)
- Don't Tell Mommy 8 (2005)
- Freshly Squeezed 1 (2005)
- Giants Black Meat White Treat 1 (2005)
- Girls Night Out 2 (2005)
- Hole Collector 2 (2005)
- Housewives Gone Black 4 (2005)
- Iron Head 7 (2005)
- No Swallowing Allowed 6 (2005)
- Not Milk 3 (2005)
- Only Handjobs 1 (2005)
- POV Casting Couch 2 (2005)
- She Got Ass 7 (2005)
- She Swallows 15 (2005)
- Smokin' Cracka (2005)
- Spring Chickens 13 (2005)
- Tight Wads (2005)
- White Girls Suck and Swallow 3 (2005)
- Who's The Bitch Now 2 (2005)
- T for Tushy (2006)
- 1 Lucky Fuck 2 (2006)
- 10 Man Cum Slam 15 (2006)
- 110% Natural 10 (2006)
- 5 Guy Cream Pie 25 (2006)
- 50 To 1 3 (2006)
- Anal Life (2006)
- Ass Good Ass it Gets (2006)
- Ass Masterpiece 1 (2006)
- Ass Parade 5 (2006)
- Baby Loves the Shaft 2 (2006)
- Bangin Whitey 4 (2006)
- Belladonna: No Warning 2 (2006)
- Big Booty White Girls 4 (2006)
- Big Bubble Butt Anal Sluts 1 (2006)
- Big Bubble Butt Cheerleaders 5 (2006)
- Big Butt Teen Flesh 1 (2006)
- Big Tit Brotha Lovers 8 (2006)
- Big Wet Asses 9 (2006)
- Black Cock Addiction 1 (2006)
- Black Cocks White Sluts 2 (2006)
- Black Guys In White Thighs 1 (2006)
- Blow Me Sandwich 9 (2006)
- Breakin' In The New Chick 2 (2006)
- Bubble Bursting Butts 2 (2006)
- Bubble Butt Bonanza 1 (2006)
- Buried in Tits 2 (2006)
- Bust A Nut 5 (2006)
- By Appointment Only 1 (2006)
- Crow In The Snow (2006)
- Cum Coat My Throat 1 (2006)
- Cum Fart Cocktails 5 (2006)
- Danni's House of MILFs 1 (2006)
- Double Decker Sandwich 8 (2006)
- Down The Hatch 20 (2006)
- Fast Times at Naughty America University 3 (2006)
- Filthy Anal POV 2 (2006)
- Fresh Jugs 3 (2006)
- Fuck My Skull 1 (2006)
- Fuck My White Ass 2 (2006)
- Fuckin' Foreigners 1 (2006)
- Gangbang Auditions 21 (2006)
- Gangbang Squad 9 (2006)
- Goo Girls 21 (2006)
- Great Big Asses 2 (2006)
- I Only Love...Girl on Girl Action (2006)
- Interracial Coxxx and Soxxx 7 (2006)
- Intimate Invitation 5 (2006)
- Irritable Bowel Syndrome 3 (2006)
- Lesbian Take Down 1 (2006)
- Lex Steele XXX 6 (2006)
- Magic Sticks 'N White Tricks 1 (2006)
- Meat My Ass 2 (2006)
- Nasty Universe 3 (2006)
- New Whores 4 (2006)
- Nice Rack 13 (2006)
- Not Too Young For Cum 4 (2006)
- Off The Rack 4 (2006)
- Phat Azz White Girls 20 (2006)
- Pole Position 5 (2006)
- Poon Nation (2006)
- Reunion (2006)
- Share My Cock 2 (2006)
- Sole Jam 1 (2006)
- Sphincter Chronicles (2006)
- Squirt for Me POV 5 (2006)
- Suitcase Pimp 2 (2006)
- Superbrotha (2006)
- Teen Power 17 (2006)
- Throat Gaggers 10 (2006)
- Tonsil Train 5 (2006)
- Tough Love 10 (2006)
- Twindom (2006)
- Un-natural Sex 19 (2006)
- Up Your Ass 26 (2006)
- West Coast Gangbang Team 20 (2006)
- 40 Inch Plus 2 (2007)
- Addicted to Boobs 4 (2007)
- Adventures of Shorty Mac 7 (2007)
- Alone In The Dark 4 (2007)
- Anal Acrobats 1 (2007)
- Anal Expedition 11 (2007)
- Ass Appeal 5 (2007)
- Bangin Big White Booty 1 (2007)
- Barely Legal 76 (2007)
- Bi Accident 2 (2007)
- Big Booty Betty Blockhead (2007)
- Big White Butt Lingerie Show (2007)
- Black Assassins (2007)
- Black Dicks in White Chicks 14 (2007)
- Blow It Out Your Ass 1 (2007)
- Cream Pie For The Straight Guy 7 (2007)
- Cuckold 1 (2007)
- Daddy's Worst Nightmare 9 (2007)
- Dark Meat White Treat 2 (2007)
- Drink From the Stink (2007)
- Finger Fun 2 (2007)
- Gag Holes 1 (2007)
- Gash Bash 3 (2007)
- I Got 5 on It 2 (2007)
- I'll Take It Black 3 (2007)
- Innocence She's No Angel (2007)
- Interracial POV 6 (2007)
- Interracial Sperm Swallowing 3 (2007)
- Juicy White Booty 2 (2007)
- Liquid Gold 14 (2007)
- Meet Nikki Kane (2007)
- Midnight Prowl 11 (2007)
- MILFs In Heat 3 (2007)
- Milk Nymphos 1 (2007)
- Monster Cock Fuckfest 5 (2007)
- My Daughter's Fucking Blackzilla 12 (2007)
- My First White Chick 1 (2007)
- Nuts 4 Big Butts 2 (2007)
- Pain for Fame (2007)
- Phat Ass White Booty 1 (2007)
- Pretty White Chicks Love Huge Black Dicks (2007)
- Rub My Muff 11 (2007)
- Share My Cock 6 (2007)
- Smothered N' Covered 2 (2007)
- Sprung a Leak 4 (2007)
- Squirt Machines (2007)
- Squirt On My Big White Cock 3 (2007)
- Squirt-A-Holics 4 (2007)
- Squirting Cowgirls 1 (2007)
- Squirts So Good 5 (2007)
- Storm Squirters 3 (2007)
- Suburban Sex Party 2 (2007)
- Super Squirters 4 (2007)
- Sweat 2 (2007)
- Transsexual Gang Bangers 14 (2007)
- Very Naughty (2007)
- White Chocolate Mocha With Whip (2007)
- X Cuts: Tight Sexy Butts (2007)
- 2 Big 2 Be True 11 (2008)
- Apple Bottomz 5 (2008)
- Attack of the CFNM 1 (2008)
- Bangin White Ass (2008)
- Chocolate Lovin' Teens (2008)
- Cock Competition (2008)
- College Wild Parties 11 (2008)
- Consumer Affairs 1 (2008)
- Creampie Surprise 5 (2008)
- Dynamic Booty 3 (2008)
- FlowerTucci.com 3 (2008)
- Full Streams Ahead 1 (2008)
- Gag on This 24 (2008)
- Girlvert 17 (2008)
- Give Me Gape 4 (2008)
- Goo 4 Two 6 (2008)
- Hole in the Dark (2008)
- House of Rage (2008)
- Jada's on Fire (2008)
- Killer Grip 4 (2008)
- Liquid Gold 16 (2008)
- Minority Rules 4 (2008)
- Missy-BEhavin' (2008)
- My First Big Cock (2008)
- My Girlfriend Squirts 9 (2008)
- Neighbor Affair 8 (2008)
- POV Handjobs 1 (2008)
- Psycho Cheerleaders 1 (2008)
- Pussyman's Foot Festival 4 (2008)
- Racial Violations 2 (2008)
- Real Female Orgasms 9 (2008)
- So You Think You Can Squirt 3 (2008)
- Sperm Banks 6 (2008)
- Squirt Gangbang 3 (2008)
- Squirting Cowgirls 2 (2008)
- Squirting Sophie Gaping Gwen (2008)
- Stop or I'll Squirt 4 (2008)
- Storm Squirters 6 (2008)
- Straight Fucking (2008)
- Sweat 3 (2008)
- Through Her Eyes 2 (2008)
- Triple Threat 6 (2008)
- Unlocked 3 (2008)
- Whatabooty 6 (2008)
- White Girl Got Azz 2 (2008)
- All Up in That Ass (2009)
- American Bi 4 (2009)
- Anal Beach Buns 2 (2009)
- Attack of the CFNM 4 (2009)
- Be My Bitch 6 (2009)
- Best of No Swallowing Allowed (2009)
- Big Ass White Girls 1 (2009)
- Big Bodacious Knockers 6 (2009)
- Big Boob Orgy 2 (2009)
- Big Breast Nurses 1 (2009)
- Big Breasted Nurses 2 (2009)
- Big Butt Oil Orgy 1 (2009)
- Big Dick Gloryholes 3 (2009)
- Bitchcraft 6 (2009)
- Bitchcraft 7 (2009)
- Busty Beauties: The A List 1 (2009)
- Busty Waitresses (2009)
- Buttman's Stretch Class 3 (2009)
- Chain Gang 2 (2009)
- Cumstains 10 (2009)
- Double Bubble White Booty 3 (2009)
- Fantasy Footjobs 1 (2009)
- Freaks of Boobs 1 (2009)
- Fuck My Tits 6 (2009)
- Gangbang My Face 5 (2009)
- Great Big Tits 7 (2009)
- Holy Fuck It's Huge 6 (2009)
- King of Coochie 2 (2009)
- Lucky Lesbians 5 (2009)
- Masturbation Nation 2 (2009)
- Memoirs of a Gusher 5 (2009)
- Monster Cock POV 2 (2009)
- Monster Curves 3 (2009)
- Mothers Teaching Daughters How To Suck Cock 2 (2009)
- Ninn Wars 4 (2009)
- Nobody Does It Redder 3 (2009)
- Not Monday Night Football XXX (2009)
- Oil Overload 3 (2009)
- Phat Bottom Girls 2 (2009)
- Pop Shots 10 (2009)
- POV Jugg Fuckers 2 (2009)
- Real Squirters 6 (2009)
- Round Juicy Butts 1 (2009)
- Slam It Even Harder (2009)
- Spit Swappers 4 (2009)
- Squirtalicious (2009)
- Strap-On Lesbians (2009)
- Suck It (2009)
- Take Turns On My Ass (2009)
- Team Squirt 9 (2009)
- Three's A Crowd (2009)
- Tunnel Butts 2 (2009)
- Virgin Cheerleaders (2009)
- Watch Your Back 3 (2009)
- Watch Your Back 4 (2009)
- We Suck 2 (2009)
- White Booty Lovers (2009)
- All Star Pornstar House Party 2 (2010)
- Art of Desecration 1 (2010)
- Asses of Face Destruction 10 (2010)
- Asses of Face Destruction 9 (2010)
- A-Team XXX (2010)
- Ballbusting Pornstars: Cockbiting Femdom Blowjobs (2010)
- Bangin White Ass 3 (2010)
- Battle Bang 4 (2010)
- Big Dick Gloryholes 4 (2010)
- Big Tit Oil Orgy (2010)
- Big Tits At School 8 (2010)
- Big Tits At Work 11 (2010)
- Bitchcraft 8 (2010)
- Black Cock Addiction 8 (2010)
- Boob Bangers 7 (2010)
- Busty Housewives 4 (2010)
- Busty Lifeguards (2010)
- Buttman's Evil Live (2010)
- Cum to Mommy 8 (2010)
- Doctor Adventures.com 8 (2010)
- Domestic Disturbance 12 (2010)
- Eat Some Ass 1 (2010)
- Face Fucking Inc. 10 (2010)
- Facesitters in Heat 14 (2010)
- Facesitters in Heat 15 (2010)
- Facesitters in Heat 19 (2010)
- Fuck Team 5 9 (2010)
- Fucked Up Handjobs 8 (2010)
- I Like Em White 1 (2010)
- I Like Phat Bunz 6 (2010)
- Interracial Anal Love 5 (2010)
- Killer Kurves (2010)
- Lesbians Love Sex 5 (2010)
- Lex On Blondes 6 (2010)
- Lexington Loves Sophie Dee (2010)
- Members Only 1 (2010)
- Mommy Knows Best 6 (2010)
- Monster Cock Junkies 8 (2010)
- Monster Curves 12 (2010)
- Monsters of Cock 24 (2010)
- My Evil Sluts 7 (2010)
- New Celluloid Trash 2 (2010)
- Out of Control (2010)
- Plump Rumps 4 (2010)
- Porn Fidelity 21 (2010)
- Pretty Filthy 2 (2010)
- Pretty Sloppy 3 (2010)
- Reno 911: A XXX Parody (2010)
- Rico The Destroyer 2 (2010)
- Rocco's Psycho Love 2 (2010)
- Sex Crimes (2010)
- Squirt Solos! (2010)
- Strap Attack 13 (2010)
- Texas Flood (2010)
- Texass Tales (2010)
- Tits To Die For 1 (2010)
- We Suck 3 (2010)
- Wife Switch 9 (2010)
- 3's Company (2011)
- American Werewolf In London XXX: Porn Parody (2011)
- Ass Masterpiece 7 (2011)
- Ass Parade 31 (2011)
- Ass Parade 33 (2011)
- Ass-Asination (2011)
- Best of Facesitting POV 14 (2011)
- Big Tit Fanatic (2011)
- Big Tits At Work 13 (2011)
- Big Wet Butts 4 (2011)
- Brat Bitch Cock Control 4 (2011)
- Busty Sweethearts 1 (2011)
- Cock Hits The Spot (2011)
- D.P. My White Holes (2011)
- Deep Tushy Massage 2 (2011)
- Desperate House Hos (2011)
- Dick It Does a Body Good (2011)
- Domestic Disturbance 2: When Wives Attack (2011)
- Fem Dom Nurses (2011)
- Femdom Ass Worship 11 (2011)
- Fuck Everybody (2011)
- Fucking Sophia 1 (2011)
- Gushing For Love (2011)
- Holy Fuck It's Huge 7 (2011)
- Huge Boobs (2011)
- I Do It For The Money 4 (2011)
- Indulgence 2 (2011)
- Interracial 3 Somes (2011)
- Lesbian Seductions 35 (2011)
- Lesbian Spotlight: Charley Chase (2011)
- Lesbian Spotlight: Sea J Raw (2011)
- Neighbor Affair 11 (2011)
- Official Bounty Hunter Parody 4 (2011)
- Pure Filth (2011)
- Race Relations 5 (2011)
- Real Wife Stories 10 (2011)
- Sophie Dee's Getting That Pussy (2011)
- Sophie Dee's My Point Of View (2011)
- Sophie Dee's Pussy Adventures (2011)
- Squirter Girls 2 (2011)
- Strawberry Milk Juggs (2011)
- Wet Dream on Elm Street (2011)
- White College Girls Wit Ass (2011)
- 25 Sexiest Boobs Ever (2012)
- Anal Size My Wife 3 (2012)
- Battle Bang 5 (2012)
- Big Ass Fixation 9 (2012)
- Big Booty Shakedown 2 (2012)
- Big Butts Like It Big 10 (2012)
- Big Butts Like It Big 11 (2012)
- Big Oiled Up Asses 4 (2012)
- Big Tit Cream Pie 17 (2012)
- Big Titty Time (2012)
- Big Wet Tits 11 (2012)
- Busty Construction Girls (2012)
- Clean My Ass 2 (2012)
- College Wild Parties 22 (2012)
- Couples Seeking Teens 8 (2012)
- Deviance 3 (2012)
- Diesel Dongs 25 (2012)
- Female Sex Surrogates 1 (2012)
- Fine Ass Lesbians (2012)
- Follow Me 1 (2012)
- Fuck Buddies (2012)
- Fuck Em Slutty 1 (2012)
- Gangbang Whores 2 (2012)
- Girls on Girls on Girls (2012)
- Girls Tribbing Girls: Big Round Bottoms (2012)
- Her Lover's Son (2012)
- Lesbian Spotlight: London Keyes (2012)
- Lesbian Spotlight: Natasha Nice (2012)
- Lesbian Spotlight: Sophie Dee (2012)
- Monster Curves 18 (2012)
- Mother and Daughter Cocksucking Contest (2012)
- Official Next Friday Parody (2012)
- Paranormal Cracktivity 2 (2012)
- Paranormal Cracktivity: Haunted MILFs (2012)
- Pool Party at Seymore's 3: The Sext Generation (2012)
- Pornstar Spa 2 (2012)
- Psychotherapist (2012)
- Squirt City Sluts (2012)
- Take It Black (2012)
- Teen Cams Hacked 4 (2012)
- This Isn't Piranha 3DD (2012)
- Titty Creampies 2 (2012)
- Voluptubutts 3 (2012)
- Wife Switch 16 (2012)
- Anal Appetite (2013)
- Big Bodacious Booties 6 (2013)
- Big Bodacious Knockers 9 (2013)
- Fuck a Fan 20 (2013)
- Housewives Love Huge Black Cocks (2013)
- Monster Curves 20 (2013)
- My Wife's Hot Friend 18 (2013)
- Orgy Masters 2 (2013)
- She's Gonna Squirt (2013)
- Big Wet Butts 12 (2014)
- Hungover Games - Giochi mortali, regia di Josh Stolberg (2014)
- My Sister's Hot Friend 18955 (2014)
- Big Titty Bounce (2016)
- Big Tit Fun (2017)
- Blowjob Fridays 24 (2017)
- OMG! You Came In Me (2018)
- Sophie and Tiffany (2018)
- Insatiable (II) (2019)
- Racks 3 (2019)
- Sophie Dee . Big Tits and Big Ass (2020)

### Regista
- Sophie Dee's My Point Of View (2011)